# Katano, Osaka
Katano (japanska: 交野市?, Katano-shi) är en stad i Osaka prefektur i Japan. Staden fick stadsrättigheter 1971.